# 비슬로
비슬로(琵瑟路, Biseul-ro)는 대구광역시 달성군 구지면 평촌리와 달서구 유천동 유천네거리를 잇는 대구광역시의 도로이다.

## 역사
- 1999년 6월 30일 : 성산 ~ 유가간 도로(달성군 유가면 한정리 ~ 도의리) 1.65km 구간 확장 개통[1]
- 2002년 3월 15일 : 성산 ~ 구지간 도로 시공으로 대구광역시 달성군 유가면 한정리 900m 구간 개통[2]
- 2002년 4월 1일 : 성산 ~ 구지간 도로 시공으로 기존 대구광역시 달성군 유가면 한정리 1.2km 구간 폐지[3]
- 2003년 1월 1일 : 성산 ~ 유가간 도로(경상남도 창녕군 대합면 등지리 ~ 대구광역시 달성군 유가면 한정리) 5.4km 구간 확장 개통 및 기존 6.8km 구간 폐지[4]
- 2009년 7월 10일 : 2개 이상 시·도에 걸쳐 있는 도로로 비슬로를 고시[5]
- 2016년 1월 18일 : 화원 ~ 옥포간 도로(달성군 논공읍 상리 ~ 화원읍 성산리) 8.5km 구간 확장 개통[6]
- 2018년 1월 22일 : 기초번호 정비로 인해 시점을 '달성군 구지면 평촌리 759-1'에서 '달성군 구지면 평촌리 628-4'로 변경. 이에 따라 총 연장이 27.673km에서 27.516km로 단축.[7]

## 주요 경유지
대구광역시
- 달성군 (구지면 · 유가읍 · 구지면 · 현풍읍 · 유가읍 · 현풍읍 · 논공읍 · 옥포읍 · 화원읍) - 달서구 (대곡동 · 진천동)

## 노선
| 이름                                        | 접속 노선                                        | 소재지          | 소재지          | 비고                                               |
| 경남대로와 직결                             | 경남대로와 직결                                  | 경남대로와 직결 | 경남대로와 직결 | 경남대로와 직결                                    |
| ------------------------------------------- | ------------------------------------------------ | --------------- | --------------- | -------------------------------------------------- |
| 한정1교                                     | 국가산단남로                                     | 달성군          | 구지면          | 국도 제5호선 구간                                  |
| 평촌 교차로                                 | 구지동로                                         | 달성군          | 구지면          | 국도 제5호선 구간                                  |
| 평촌교                                      |                                                  | 달성군          | 구지면          | 국도 제5호선 구간                                  |
| 한정리                                      | 국가지원지방도 제67호선 (달창로)                 | 달성군          | 유가읍          | 국도 제5호선 구간 국가지원지방도 제67호선 구간     |
| 유곡리                                      | 비슬로64길                                       | 달성군          | 유가읍          | 국도 제5호선 구간 국가지원지방도 제67호선 구간     |
| 구지육교                                    | 국가산단북로 테크노순환로                        | 달성군          | 구지면          | 국도 제5호선 구간 국가지원지방도 제67호선 구간     |
| 구지육교                                    | 국가산단북로 테크노순환로                        | 달성군          | 현풍읍          | 국도 제5호선 구간 국가지원지방도 제67호선 구간     |
| 대구달성소방서                              | 테크노남로 비슬로96길                            | 달성군          |                 | 국도 제5호선 구간 국가지원지방도 제67호선 구간     |
| 포산고사거리                                | 테크노대로 현풍중앙로                            | 달성군          |                 | 국도 제5호선 구간 국가지원지방도 제67호선 구간     |
| (달성우체국앞)                              | 현풍서로 비슬로130길                             | 달성군          |                 | 국도 제5호선 구간 국가지원지방도 제67호선 구간     |
| 현풍3교                                     |                                                  | 달성군          |                 | 국도 제5호선 구간 국가지원지방도 제67호선 구간     |
| 북현풍 나들목                               | 451호선 중부내륙고속도로지선 현풍동로 현풍중앙로 | 달성군          |                 | 국도 제5호선 구간 국가지원지방도 제67호선 구간     |
| (박석진교 동단)                             | 논공로                                           | 달성군          |                 | 국도 제5호선 구간 국가지원지방도 제67호선 구간     |
| (공단하수처리장앞)                          | 논공중앙로                                       | 달성군          | 논공읍          | 국도 제5호선 구간 국가지원지방도 제67호선 구간     |
| 사촌교                                      |                                                  | 달성군          | 논공읍          | 국도 제5호선 구간 국가지원지방도 제67호선 구간     |
| 논공삼거리                                  | 논공로                                           | 달성군          | 논공읍          | 국도 제5호선 구간 국가지원지방도 제67호선 구간     |
| 약산교                                      |                                                  | 달성군          | 논공읍          | 국도 제5호선 구간 국가지원지방도 제67호선 구간     |
| 약산온천입구 교차로                         | 약산덧재길                                       | 달성군          | 논공읍          | 국도 제5호선 구간 국가지원지방도 제67호선 구간     |
| 위천 교차로                                 | 국도 제26호선 국가지원지방도 제67호선 (동고령로) | 달성군          | 논공읍          | 국도 제5, 26호선 구간 국가지원지방도 제67호선 구간 |
| 위천삼거리                                  | 성산로                                           | 달성군          | 논공읍          | 국도 제5, 26호선 구간                              |
| 논공휴게소                                  |                                                  | 달성군          | 논공읍          | 국도 제5, 26호선 구간 광주대구고속도로로 진출 불가 |
| 승호 교차로                                 | 삼리2길                                          | 달성군          | 논공읍          | 국도 제5, 26호선 구간                              |
| 논공교                                      |                                                  | 달성군          | 논공읍          | 국도 제5, 26호선 구간                              |
| 금포1 교차로                                | 금포로                                           | 달성군          | 논공읍          | 국도 제5, 26호선 구간                              |
| 금포2 교차로                                | 달성군청로                                       | 달성군          | 논공읍          | 국도 제5, 26호선 구간                              |
| 강림1 교차로                                | 시저로                                           | 달성군          | 옥포읍          | 국도 제5, 26호선 구간                              |
| 강림2 교차로                                | 비슬로387길                                      | 달성군          | 옥포읍          | 국도 제5, 26호선 구간                              |
| 강림3 교차로                                | 돌미로                                           | 달성군          | 옥포읍          | 국도 제5, 26호선 구간                              |
| 옥포지하차도                                | 돌미상업로                                       | 달성군          | 옥포읍          | 국도 제5, 26호선 구간                              |
| 교항 교차로                                 | 돌미로 금계길                                    | 달성군          | 옥포읍          | 국도 제5, 26호선 구간                              |
| 본리 교차로                                 | 비슬로447길                                      | 달성군          | 옥포읍          | 국도 제5, 26호선 구간                              |
| 간경교                                      |                                                  | 달성군          | 옥포읍          | 국도 제5, 26호선 구간                              |
| 화원옥포 나들목 (화원옥포IC네거리) (기세교) | 451호선 중부내륙고속도로지선 비슬로468길         | 달성군          | 옥포읍          | 국도 제5, 26호선 구간                              |
| (구 화원 나들목 입구)                       | 비슬로481길                                      | 달성군          | 화원읍          | 국도 제5, 26호선 구간                              |
| 설화명곡역                                  | 성천로 화암로                                    | 달성군          | 화원읍          | 국도 제5, 26호선 구간                              |
| 화원교                                      |                                                  | 달성군          | 화원읍          | 국도 제5, 26호선 구간                              |
| 화원삼거리                                  | 사문진로                                         | 달성군          | 화원읍          | 국도 제5, 26호선 구간                              |
| 화원역                                      | 구라로                                           | 달성군          | 화원읍          | 국도 제5, 26호선 구간                              |
| 대곡역                                      | 명천로 비슬로543길                               | 대구광역시      | 달서구          | 국도 제5, 26호선 구간                              |
| 유천네거리                                  | 대구광역시도 제10호선 (달서대로) (상화로)        | 대구광역시      | 달서구          | 국도 제5, 26호선 구간                              |
| 월배로와 직결                               |                                                  |                 |                 |                                                    |

## 주요 건물 및 시설
- 대구달성소방서 (대구광역시 달성군 현풍읍 비슬로 480)
- 포산고등학교 (대구광역시 달성군 현풍읍 비슬로 556-13)
- 현풍중학교, 현풍고등학교 (대구광역시 달성군 현풍읍 비슬로 675)
- 달성보 통합관리센터 (대구광역시 달성군 논공읍 비슬로 1193)
- 논공농협 (대구광역시 달성군 논공읍 비슬로 1778)
- 논공읍 행정복지센터, 논공보건지소, 금포119안전센터 (대구광역시 달성군 논공읍 비슬로 1779)
- 논공파출소 (대구광역시 달성군 논공읍 비슬로 1788)
- 경서중학교 (대구광역시 달성군 옥포읍 비슬로 1934)
- 달성군농업기술센터 (대구광역시 달성군 옥포읍 비슬로 2040)
- 옥포농협 (대구광역시 달성군 옥포읍 비슬로 2197)
- 옥포읍 행정복지센터 (대구광역시 달성군 옥포읍 비슬로 2215)
- 대구옥포초등학교 (대구광역시 달성군 옥포읍 비슬로 2220)
- 옥포파출소 (대구광역시 달성군 옥포읍 비슬로 2294)
- 달성옥포우체국 (대구광역시 달성군 옥포면 비슬로 2302)
- 화원고등학교 (대구광역시 달성군 화원읍 비슬로 2458)
- 설화명곡역 (대구광역시 달성군 화원읍 비슬로 지하2476)
- 화남파출소 (대구광역시 달성군 화원읍 비슬로 2480)
- 화원농협 (대구광역시 달성군 화원읍 비슬로 2575)
- 대구화원초등학교 (대구광역시 달성군 화원읍 비슬로 2580)
- 화원우체국 (대구광역시 달성군 화원읍 비슬로 2589)
- 화원읍 행정복지센터, 화원읍보건지소 (대구광역시 달성군 화원읍 비슬로 2594)
- 화원파출소 (대구광역시 달성군 화원읍 비슬로 2595)
- 한국국토정보공사 달성지사 (대구광역시 달성군 화원읍 비슬로 2597)
- 화원역 (대구광역시 달성군 화원읍 비슬로 지하2600)
- 한남미용정보고등학교 (대구광역시 달성군 화원읍 비슬로 2614-18)
- 대원고등학교 (대구광역시 달성군 화원읍 비슬로 2658)
- 대곡역 (대구광역시 달서구 비슬로 지하 2718)